# Ле-Вёрдр
Ле-Вёрдр (фр. Le Veurdre) — коммуна во Франции, находится в регионе Овернь. Департамент коммуны — Алье. Входит в состав кантона Люрси-Леви. Округ коммуны — Мулен.
Код INSEE коммуны — 03309.

## Население
Население коммуны на 2008 год составляло 544 человека.
| 1962 | 1968 | 1975 | 1982 | 1990 | 1999 | 2008 |
| ---- | ---- | ---- | ---- | ---- | ---- | ---- |
| 698  | 717  | 699  | 604  | 595  | 578  | 544  |

## Экономика
В 2007 году среди 291 человека в трудоспособном возрасте (15—64 лет) 201 были экономически активными, 90 — неактивными (показатель активности — 69,1 %, в 1999 году было 65,8 %). Из 201 активных работали 165 человек (89 мужчин и 76 женщин), безработных было 36 (20 мужчин и 16 женщин). Среди 90 неактивных 18 человек были учениками или студентами, 34 — пенсионерами, 38 были неактивными по другим причинам.

## Достопримечательности
- Мост через реку Алье. Остатки первого моста восходят к XV веку. В 1834 году был построен платный подвесной мост. В 1910—1911 годах был построен новый железобетонный мост, который был взорван 7 сентября 1944 года.
- Стела в честь защитников моста. 18 июня 1940 года 40 французских солдат и офицеров (7 из которых погибли) сдерживали на мосту продвижение немецкой колонны из 1500 человек.
- Замок Ла-Бом
- Замок Ла-Шарне
- Церковь Сент-Ипполит XI века. Часовня в готическом стиле, колокольня XV века, алтарь в стиле барокко XVII века, статуя Св. Анны XVI века.

## Фотогалерея

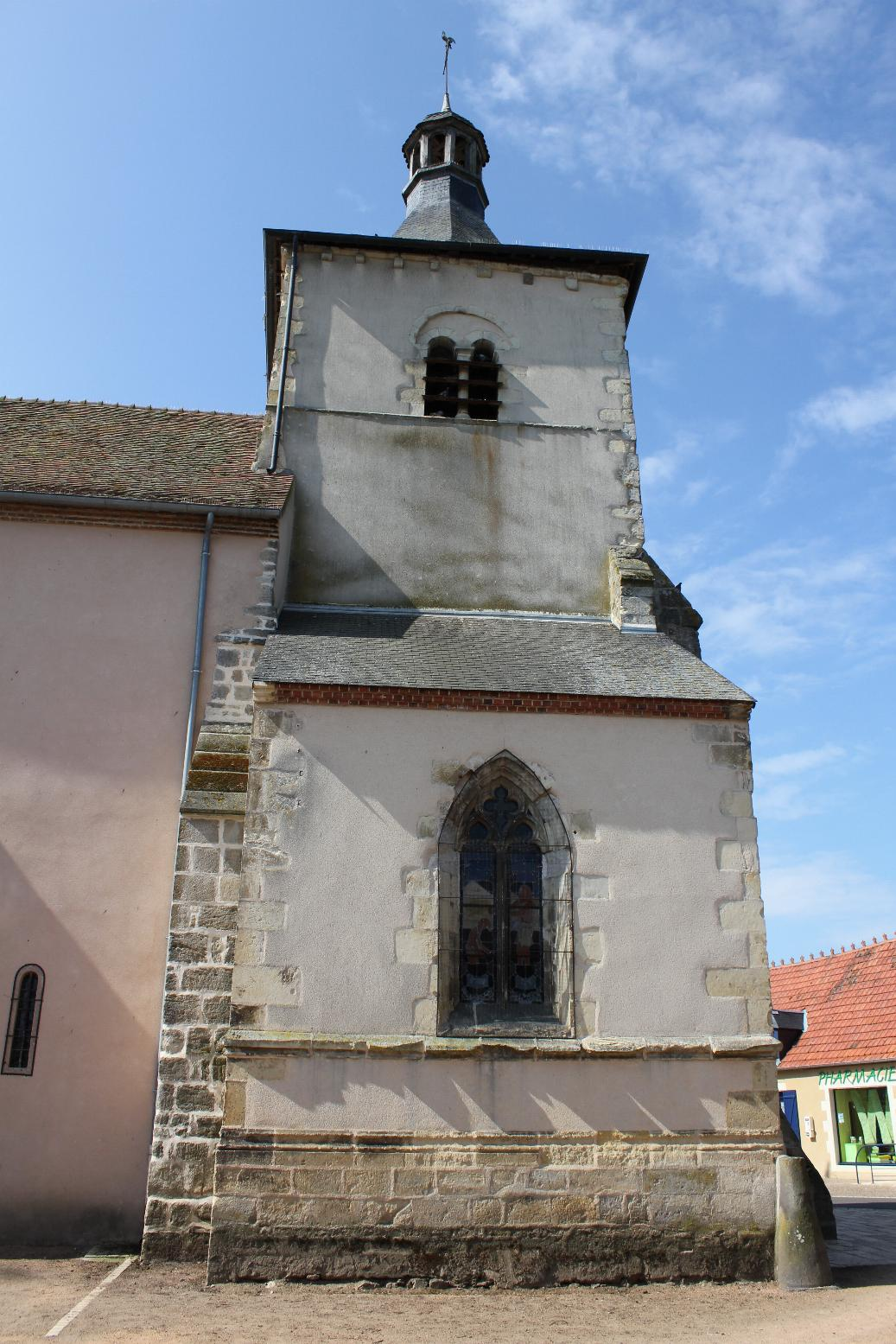
Церковь Сент-Ипполит
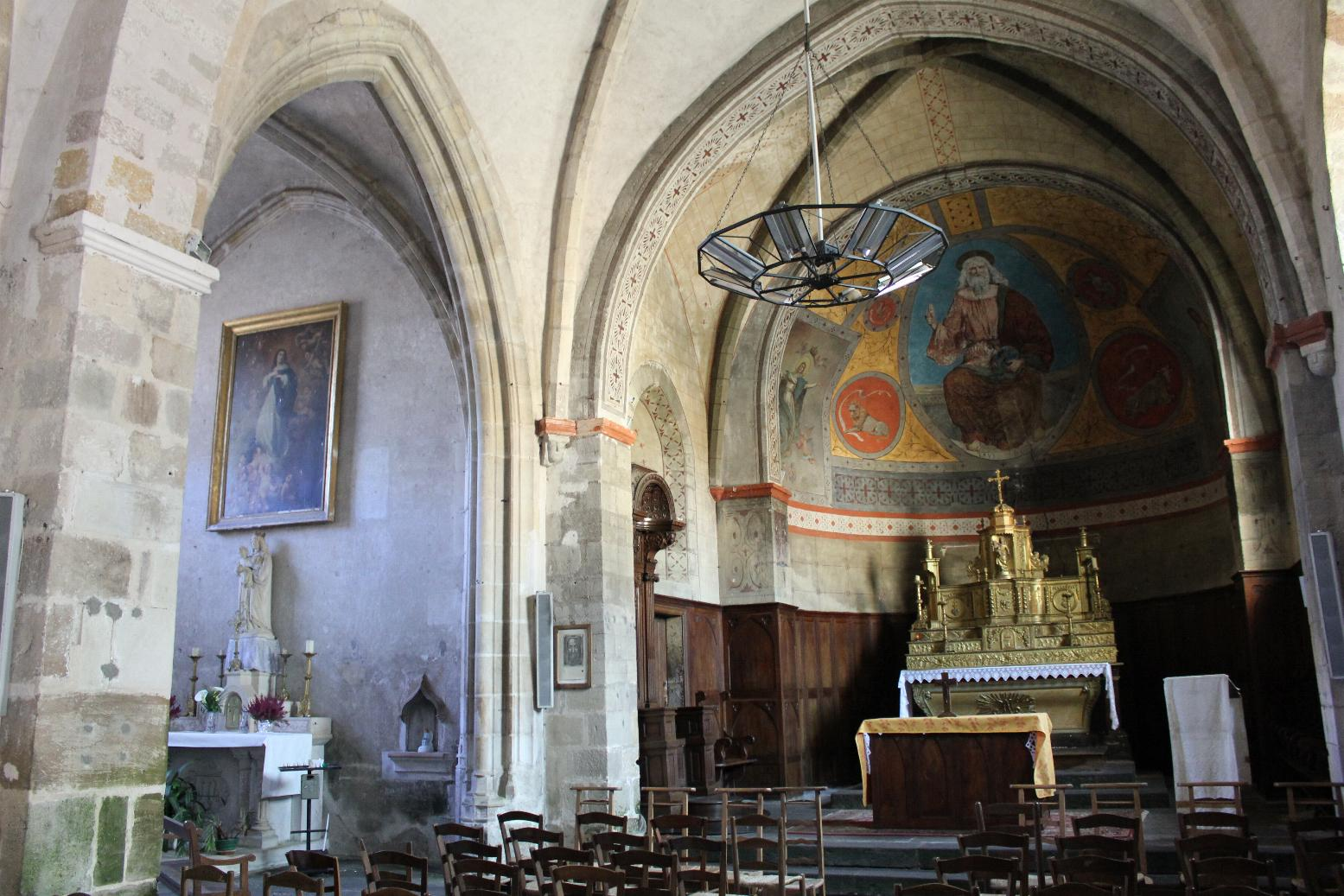
Клирос церкви Сент-Ипполит
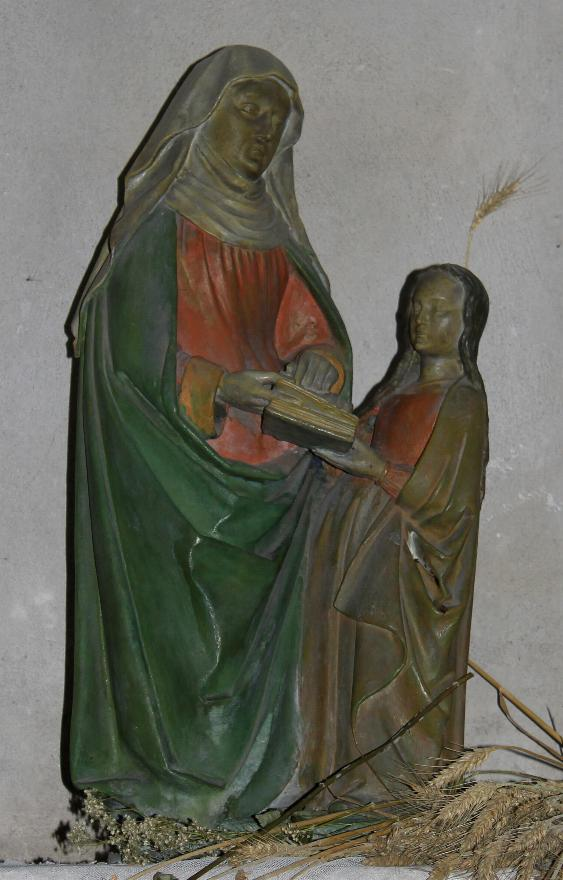
Статуя Св. Анны